# Standard 11.6
Der Standard 11.6 war ein Pkw, den die Standard Motor Company in Coventry von 1920 bis 1924 baute.
Nach Einstellung des 9.5 war der 11.6 mit dem neuen obengesteuerten Vierzylinder-Reihenmotor (ohv) für zwei Jahre das einzige Fahrzeug des Herstellers. Das Aggregat des mittelgroßen Tourenwagens hatte 1598 cm³ Hubraum (Bohrung × Hub = 68 mm × 110 mm). Ab 1922 wurden diesem Fahrzeug noch ein kleineres und zwei größere Modelle mit obengesteuerten Motoren zur Seite gestellt.
1924 wurde die Herstellung des 11.6 eingestellt. Sechs Jahre später war die Ära der ohv-Motoren bei Standard wieder beendet. Erst 1948 gab man die seitengesteuerten Motoren endgültig auf.